# Nong Ya Sai (huyện)
Nong Ya Sai (tiếng Thái: หนองหญ้าไซ) là một huyện (amphoe) ở phía tây của tỉnh Suphanburi, miền trung Thái Lan.

## Lịch sử
Tiểu huyện (king amphoe) đã được lập ngày 1 tháng 6 năm 1983, khi bốn tambon Nong Ya Sai, Nong Rathawat, Nong Pho và Chaeng Ngam được tách ra từ Sam Chuk. Đơn vị này đã được chính thức nâng cấp thành huyện vào ngày 21 tháng 5 năm 1990.

## Địa lý
Các huyện giáp ranh (từ phía bắc theo chiều kim đồng hồ) là: Dan Chang, Doem Bang Nang Buat, Sam Chuk và Don Chedi của tỉnh Suphanburi, và Lao Khwan của tỉnh Kanchanaburi

## Hành chính
Huyện này được chia thành 6 phó huyện (tambon). Nong Ya Sai là thị trấn (thesaban tambon), nằm trên một phần của tambon Nong Ya Sai.
| 1. | Nong Ya Sai    | หนองหญ้าไซ  |  |
| 2. | Nong Ratchawat | หนองราชวัตร |  |
| 3. | Nong Pho       | หนองโพธิ์    |  |
| 4. | Chaeng Ngam    | แจงงาม     |  |
| 5. | Nong Kham      | หนองขาม    |  |
| 6. | Thap Luang     | ทัพหลวง     |  |